# Da’an
Da’an (chiń. 大安; pinyin Dà’ān) – miasto na prawach powiatu w północno-wschodnich Chinach, w prowincji Jilin, w prefekturze miejskiej Baicheng. W 1999 roku liczba mieszkańców miasta wynosiła 428 153.
21 listopada 1958 roku utworzono powiat Da’an, który powstał z połączenia powiatów Dalai (大赉) i Anguang (安广). 30 sierpnia 1988 roku powiat Da’an podniesiono do rangi miasta na prawach powiatu.